# Triángulo autopolar
Un triángulo es autopolar o autoconjugado con respecto a una circunferencia, cuando cada vértice es el polo del lado opuesto.

## Propiedades
Se consideran todos sus vértices como puntos finitos.
TA1. Su ortocentro es el centro de la circunferencia.
TA2. Uno y sólo uno de sus vértices está dentro de la circunferencia.
TA2. El ángulo del triángulo cuyo vértice está dentro de la circunferencia es obtuso.

## Construcción
Un triángulo autopolar puede ser trazado considerando uno de los vértices, de modo arbitrario; un segundo vértice en la polar del primero, y el tercero en el punto de intersección de las polares de los dos anteriores.